# 古塘街道
古塘街道，是中华人民共和国浙江省宁波市慈溪市下辖的一个乡镇级行政单位，辖区面积14.45平方公里，因古时区域为浅海，宋庆历七年（1047年），时余姚县令谢景初率众筑塘，塘为土塘，庆元二年（1196年）县令施宿改筑，至元至正元年（1341年）余姚州判叶恒全部改作石堤，塘成捍海大堤，称后海塘，又称谢令塘、莲花塘，又因工程浩大，也称大塘，后塘之北涂地日升，明永乐元年（1403年）于塘之北筑塘，称新塘，莲花塘遂成为旧塘，称古塘，又称大古塘，故名:109。

## 历史
宋至元、明、清属余姚县梅川乡，宣统元年（1909年）属浒山乡、白沙乡、保德乡，民国十七年（1928年）属六区，民国十九年（1930年）设浒山镇、坎西镇、担山乡、浒塘乡、屺东乡，民国二十九年（1940年）改为浒山镇、坎墩镇、白沙乡部分，属浒山区，1950年4月改为担山乡、界牌乡和太平乡部分，1954年10月划归慈溪县，1956年2月担山乡、界牌乡并入浒山镇，太平乡部分并入白沙乡，1958年10月改为红旗人民公社一大队、二大队和六大队部分，1959年2月改为浒山人民公社担山管理区、界牌管理区（后并入坎西管理区）、太平管理区（部分），1961年11月改为担山公社和幸福（坎西）公社、白沙公社部分，属浒山区，1966年6月担山公社和坎西公社东界大队、西界大队、红旗大队（百花庵根）划入浒山镇，1983年9月公社改为乡，1985年1月白沙乡改为白沙镇，1992年5月白沙镇、天东乡并入浒山镇，2001年9月撤镇设立浒山街道，2007年11月坎墩街道新潮塘村划入浒山街道，2008年7月从浒山街道分出设立古塘街道:26、89、109。

## 行政区划
古塘街道下辖以下地区：
上傅家社区、开发社区、西洋寺社区、团圈社区、园丁社区、青少年宫路社区、旦苑社区、担山跟社区、城北社区、舒苑社区、金桥社区、太屺村、石桥头村、界牌村和新潮塘村。